# Sixtus I.

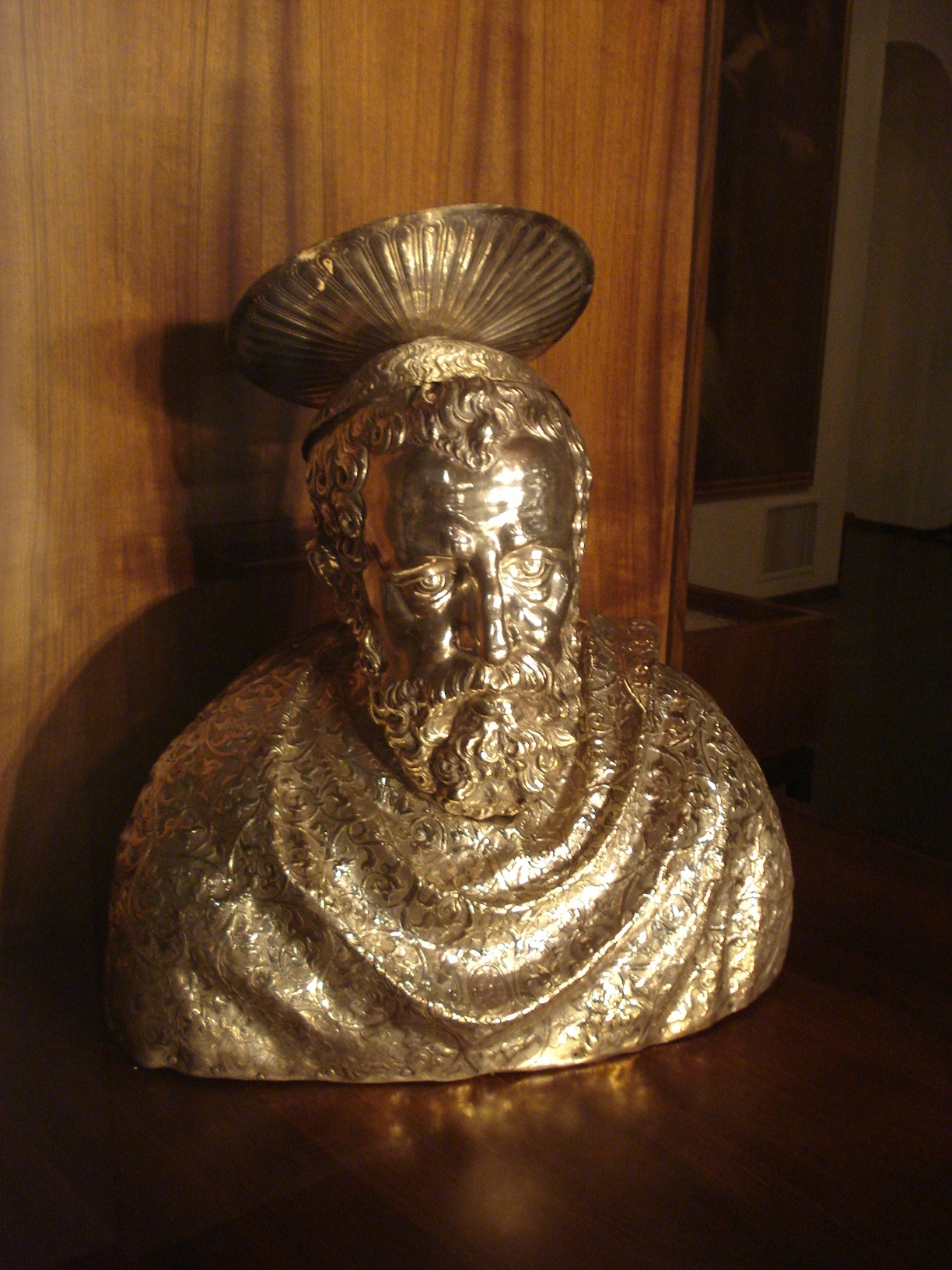
Büstenreliquienschrein von Sixtus I.

Sixtus I. († um 125) (lat.-griechisch Xystus) war etwa von 115 bis zu seinem Tode Bischof von Rom und wird als Priester und Märtyrer bezeichnet. 

## Leben
Biografische Daten sind nicht überliefert. Sixtus gilt als Römer und wird erstmals in der Papstliste des Irenäus von Lyon erwähnt. Sein Gedenktag in der katholischen Kirche ist der 3. April. Größere Verehrung als Heiliger genoss schon früh der Märtyrer Sixtus II.  Sein Name bedeutet: S(e)xtus = der Sechste (latein.) bzw. Xystos = der Geglättete (griech.).